# Quimpa Vita
Dona Beatriz Quimpa Vita, também conhecida como Beatrice de São Salvador do Congo e Quimpa Vita (Kimpa Vita; 1684 - 2 de julho de 1706), foi uma profetiza e líder política do reino do Congo, sendo também líder política da capital congolesa, Mabanza Congo, durante uma brevidade de tempo.
Ela capitaneou movimentos de reunificação nacional, utilizando-se de características religiosas, a partir do movimento cristão "Antonianismo", que ensinava que Jesus e outras figuras cristãs primitivas eram do reino do Congo. Embora o papel de Quimpa Vita tenha sido ignorado pelos historiadores durante quase três séculos, os anos de sua influência são alguns dos melhores documentados na história dos povos de Angola.
Quimpa Vita é vista como uma figura antiescravista e é conhecida como prefiguração dos movimentos modernos de democracia, autodeterminação e nacionalismo na África.

## Biografia

### Primeiros anos
Dona Beatriz Quimpa Vita nasceu em 1684, nas proximidades de monte Quibangu, no Reino do Congo, região que na modernidade localiza-se no norte de Angola. O nome "Dona" indica que ela nasceu em uma família da alta nobreza congolesa, do ramo monárquico Muana-Congo, sendo possivelmente neta de Nvita a Nkanga António I do Congo; mais tarde, ela recebeu o nome de "Beatriz", em homenagem ao orago católico Santa Beatriz.
Foi batizada na Igreja Católica Romana ainda criança, numa altura em que seu reino já completava quase dois séculos de convertido ao catolicismo.
Seu avô havia morrido na batalha de Ambuíla em 1665 e, à época do seu nascimento, o Congo estava sendo dilacerado pela guerra civil. Estas guerras começaram pouco depois da morte de António I e resultaram no abandono da antiga capital de São Salvador (Mabanza Congo) em 1678, e na divisão do país por pretendentes rivais ao trono.
De acordo com o testemunho do padre capuchinho Bernardo de Gallo, Quimpa Vita teve visões ainda quando jovem, sendo que sua intensa espiritualidade e perspectiva sobrenatural fizeram com que dois casamentos que teve quando na juventude fracassassem, e a levassem para uma maior introspecção espiritual.
Assim, Quimpa Vita foi treinada como "naganga marinda", ou seja, uma pessoa que seria capaz de se comunicar com o mundo sobrenatural. A naganga marinda era um tipo de sacerdotisa que estava ligada ao culto Quimpassi, uma prática religiosa de fertilidade e cura que floresceu no final do século XVII, no Congo. No entanto, por volta de 1700, ela renunciou ao seu papel como naganga marinda e aproximou-se dos pontos de vista da Igreja Católica.

### Como profetiza e líder política

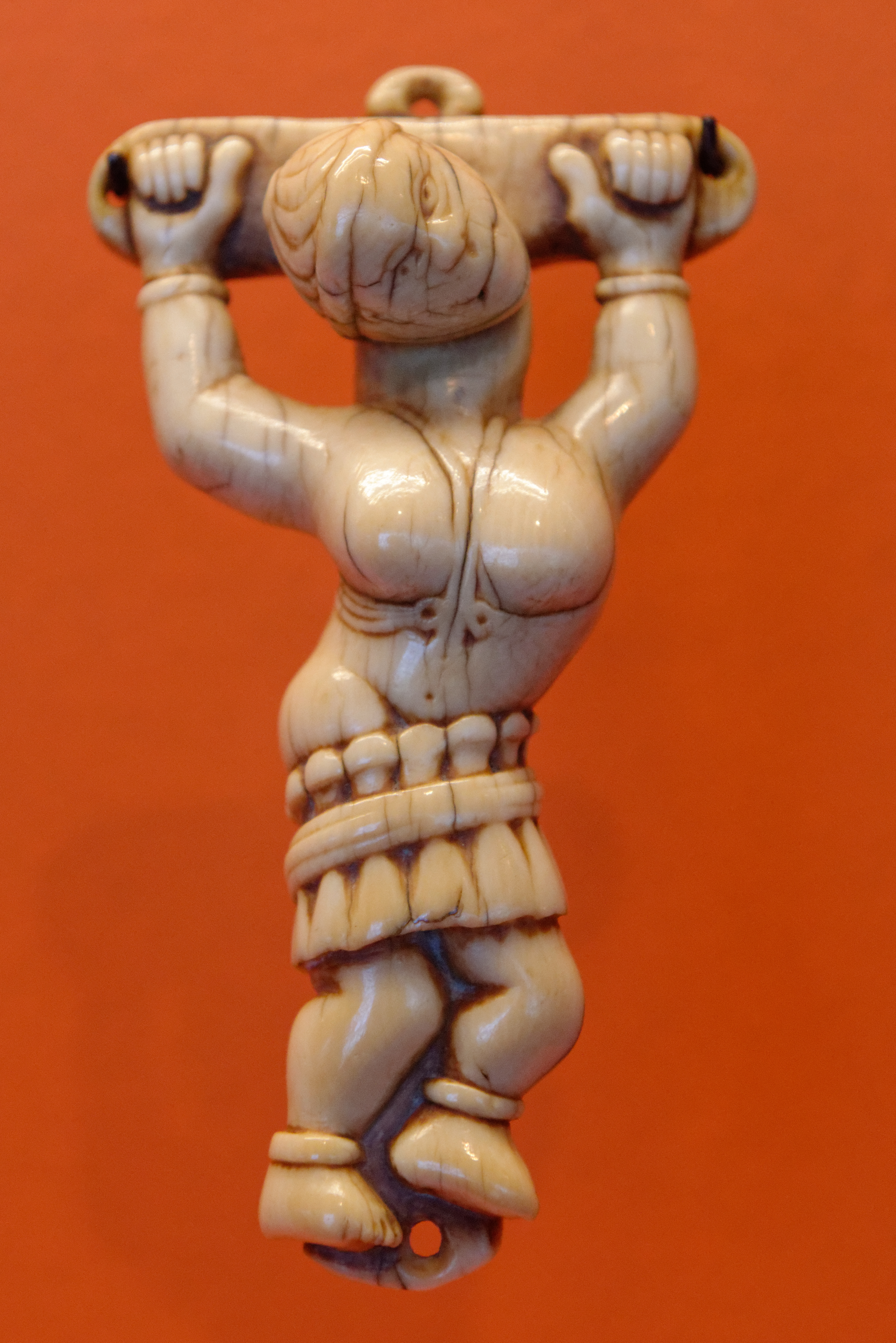
Arte congolesa do século XVIII: pingente com um Cristo feminino, da região de Mabanza Congo, que pode estar ligado ao movimento antoniano, como uma representação do martírio de Quimpa Vita

Quimpa Vita foi morar entre os colonos enviados pelo rei Pedro IV, um dos vários governantes rivais do Congo, para reocupar a capital de São Salvador, que havia sido abandonada em virtude da guerra. Havia um fervor religioso entre esses colonos, que estavam cansados dos intermináveis conflitos no país, com muitos se tornando seguidores de um velho profeta, Apolônia Mafuta, que pregava que Deus puniria o Congo.
Durante uma doença, em 1704, ela alegou ter recebido visões de Santo Antônio de Pádua, relatando ao padre Bernardo que havia morrido e Santo Antônio entrado em seu corpo e assumido sua vida.
Com o apoio de Apolônia Mafuta, começou a pregar alegando que era a verdadeira voz de Deus. Daquele ponto em diante, acreditava que era a própria reencarnação de Santo Antônio e tinha uma conexão especial com Deus, entre outras coisas. Afirmava que morria toda sexta-feira e passava o fim de semana no Céu conversando com Deus, para retornar à Terra às segundas-feiras, numa espécie de transe espiritual. Enquanto nesse estado, teria ouvido de Deus que o Congo deveria se reunir sob um novo rei, pois as guerras civis que assolaram o país desde a batalha de Ambuíla faziam Cristo enfurecer-se. Segundo acreditava, havia sido ordenada a construir um catolicismo congolês específico e unir o Congo sob um rei. Com o avançar da crença, suas ações rumaram em direção à iconoclastia, destruindo "ídolos" e vários Congo-Anquissiou, lugares que seriam habitados por entidades espirituais, bem como muitos símbolos cristãos.
Ao levar sua mensagem para o rei Pedro IV, ele considerou-a relevante, mas se recusou a dar espaço ou endosso à profetisa, temendo perda de seu poder. Quimpa Vita então foi visitar o rival de Pedro IV, João II, em Ambula (às margens do rio Congo, perto da moderna Matadi), que também se recusou a ouvi-la.
Desdenhada pelos reis beligerantes, conseguiu reunir um número significativo de seguidores e se tornou outra virtual pretendente ao trono do reino do Congo, na luta pelo poder. Seu movimento reconheceu a primazia papal, mas foi hostil aos missionários europeus no Congo. Três meses depois, em uma visão de Santo Antônio, Quimpa Vita levou seus seguidores novamente à capital abandonada de São Salvador, onde eles conclamaram as pessoas do campo a repovoar rapidamente a cidade. Suas ações políticas extraordinárias fizeram o padre italiano Bernardo de Gallo acreditar que Quimpa Vita estava possuída pelo demônio; fora isso, o feito de repovoar a cidade levou-a a ser adorada e aclamada como a restauradora do Congo. Ela tornava-se assim, de fato a governante de Mabanza Congo, em 1704.
Em 1705, enquanto estava em São Salvador, os camponeses a ajudaram construir uma residência especial para si na Catedral de São Salvador do Congo, que estava em ruínas. A partir desse tempo ela angariou nobres conversos, incluindo Pedro Constantino da Silva Quibenga, o comandante de um dos exércitos de Pedro IV, enviados para reocupar a cidade. Desde que o Comandante Quibenga escolheu sua devoção, assim como Hipólita (esposa de Pedro IV), Quimpa Vita, que tinha sido cautelosamente tratada como neutra, foi tratada como inimiga por Pedro IV.
Quimpa Vita acabou por engravidar, deixando São Salvador para ter seu bebê em um arbusto, como era costume no Congo. Após tentar seu retorno a São Salvador, ela e seus auxiliares foram capturados por seus inimigos e levados para a corte de Pedro IV.
Antes de sua morte havia enviado missionários de seu movimento, chamados Pequenos Antonianos, para outras províncias. Não foram bem sucedidos na província costeira de Santo Antônio do Zaire (Soio), onde o príncipe os expulsou, mas tiveram muito mais sucesso na parte sul dissidente do Soio, em Umbamba Lovata. Lá eles conquistaram conversos, especialmente entre partidários da antiga rainha Suzana de Nóbrega. Manuel Macassa, um desses partidários, também se tornou um antoniano e se mudou para São Salvador.

### Execução e suas consequências
Quimpa Vita foi capturada perto de São Salvador e queimada na capital temporária de Evululu como herege em 1706 pelas forças leais a Pedro IV. Foi julgada pela lei do Congo como bruxa e herege, com o consentimento e conselho dos padres capuchinhos Bernardo de Gallo e Lorenzo de Lucca.
Era vista por muitos como uma heroína popular, por reunir os camponeses congoleses em São Salvador. Ela estava reinterpretando elementos estrangeiros do cristianismo para criar uma versão do cristianismo que parecia mais autenticamente congolesa.
O movimento profético Antonianista sobreviveu à morte dela. Seus seguidores continuaram acreditando que ela ainda estava viva, e foi somente quando as forças de Pedro IV tomaram São Salvador em 1709 que a força política de seu movimento foi quebrada, e a maioria de seus ex-nobres adeptos renunciou às suas crenças e voltou à Igreja Católica.
A influência da força de seu ensino pode ser vislumbrada pelo fato de que a arte religiosa no Congo do século XVIII frequentemente mostra Jesus como um africano, tendo Santo Antônio, conhecido como "Toni Malau" como muito proeminente. Mais recentemente, alguns veem o quimbanguismo como seu sucessor.
As tradições que sobrevivem em Mabanza Congo (ex-São Salvador) também atribuem grande importância ao papel de Quimpa Vita, especialmente na associação que há como a imagem de Maria, mãe de Jesus, como mãe do povo.

## Princípios religiosos
Seu ensinamento cresceu a partir das tradições da Igreja Católica Romana no Congo, fazendo com que ela repreendesse os padres católicos que não acreditassem nos mesmo princípio que ela. Acreditava que era a reencarnação de Santo Antônio e usou essa afirmação para tentar restaurar o ideal do Congo como um reino cristão unificado.
Muito do seu ensino é conhecido pela "Salve Antonina", uma prece que ela adaptou da oração católica salve-rainha (Salve Regina), tornando-se um hino do movimento. Entre outras coisas, a Salve Antonina ensina que Deus estava preocupado apenas com as intenções dos crentes, não com sacramentos ou boas obras, e que Santo Antônio é o maior — na verdade, um "segundo Deus". Além disso, ensina que os principais personagens do cristianismo, incluindo Jesus, Maria e São Francisco, nasceram no Congo e eram, de fato, congoleses.